# Széchenyi Andor
Sárvár-felsővidéki gróf Széchenyi Andor (Szül: Andor István Mária Béla Ödön) (Pest, 1865. augusztus 1. – Nieder-Ollwitz, 1907. március 2.) világutazó.

## Élete
Széchenyi Ödön és első felesége, Almay Irma elsőszülött gyermeke. 1888 és 1890 között bejárta a Déli-tenger szigetvilágát, 1891-ben pedig Szomáli-földet. 1892-93-ban Oroszországon, Perzsián és Indián keresztül Kínába utazott. Úti beszámolóit a bécsi Földrajzi Társulat adta ki. Kormányozható léghajóval is tett utazási kísérleteket Párizsban.

## Családja
1884 nyarán elvette nőül Jelena Korosztovcevát, de 1899-ben elváltak. Házasságukból egyetlen fiúgyermek született:
- Lipót András István Miklós Sándor (1886–1920)